# Агнесса Божья
«Агнесса Божья» («Агнец Божий», англ. Agnes Of God) — драматический триллер 1985 года режиссёра Нормана Джуисона. Фильм снят по одноимённой пьесе Джона Пилмейера, написанной в 1982 году.

## Сюжет
Действие фильма происходит в монастыре около Монреаля, Канада. Сестра Агнесса (Мег Тилли) обвиняется в убийстве своего только что родившегося ребёнка. Сама она ничего не помнит — ни того, как и от кого она зачала ребёнка, ни того, как родился сам ребёнок, ни своих действий.
Для того, чтобы расследовать это дело и разобраться в ситуации, в монастырь приезжает психиатр Марта Ливингстон (Джейн Фонда). Она должна определить, в здравом ли уме находится монахиня и что привело к трагическим событиям. Мать-настоятельница Мириам (Энн Бэнкрофт) имеет своё мнение о случившемся и объясняет всё это божьим вмешательством.

## В ролях
| Актёр          | Роль                           |
| -------------- | ------------------------------ |
| Мэг Тилли      | сестра Агнесса                 |
| Джейн Фонда    | доктор Марта Ливингстон        |
| Энн Бэнкрофт   | мать-настоятельница Мириам Рут |
| Энн Питоняк    | мать Марты                     |
| Уинстон Рекерт | детектив Лэнгвин               |
| Гратье Желина  | отец Мартино                   |
| Гай Хоффман    | Джозеф Лево                    |
| Габриэль Арсан | монсеньор                      |
| Франсуаз Фоше  | Ева Леклер                     |
| Жак Туранжо    | Юджин Лион                     |

## Награды и номинации
- 1986 — 3 номинации на премию «Оскар»: лучшая женская роль (Энн Бэнкрофт), лучшая женская роль второго плана (Мег Тилли), лучшая музыка (Жорж Делерю)
- 1986 — премия «Золотой глобус» за лучшую женскую роль второго плана (Мэг Тилли), а также номинация за лучшую женскую роль в драме (Энн Бэнкрофт)
- 1986 — номинация на премию Гильдии сценаристов США за лучший адаптированный сценарий (Джон Пилмейер)